# Bheemunipatnam
Bheemunipatnam é uma cidade e um município no distrito de Visakhapatnam, no estado indiano de Andhra Pradesh.

## Demografia
Segundo o censo de 2001, Bheemunipatnam tinha uma população de 44 156 habitantes. Os indivíduos do sexo masculino constituem 49% da população e os do sexo feminino 51%. Bheemunipatnam tem uma taxa de literacia de 60%, superior à média nacional de 59,5%; a taxa de alfabetização entre homens é de 67%, e de 54% entre mulheres. 11% da população está abaixo dos 6 anos de idade.